# Brevipalpus
Brevipalpus är ett släkte av spindeldjur. Brevipalpus ingår i familjen Tenuipalpidae.

## Dottertaxa tillBrevipalpus, i alfabetisk ordning[1]
- Brevipalpus abiesae
- Brevipalpus absens
- Brevipalpus acatlanus
- Brevipalpus acutangliae
- Brevipalpus adelos
- Brevipalpus aeoloides
- Brevipalpus aeolus
- Brevipalpus aepi
- Brevipalpus albus
- Brevipalpus allenrolfeae
- Brevipalpus alni
- Brevipalpus alternatus
- Brevipalpus ambrosiae
- Brevipalpus amecensis
- Brevipalpus andrewsi
- Brevipalpus apalos
- Brevipalpus araucanus
- Brevipalpus arcus
- Brevipalpus ardesiae
- Brevipalpus arizonicae
- Brevipalpus artemesiae
- Brevipalpus arystis
- Brevipalpus asterae
- Brevipalpus asthenes
- Brevipalpus atalantae
- Brevipalpus baccharis
- Brevipalpus bakeri
- Brevipalpus bauhiniae
- Brevipalpus beeri
- Brevipalpus bicolpus
- Brevipalpus borealis
- Brevipalpus bouchea
- Brevipalpus bucerasae
- Brevipalpus bumeliae
- Brevipalpus butcheri
- Brevipalpus californicus
- Brevipalpus cardinalis
- Brevipalpus cassia
- Brevipalpus castillejae
- Brevipalpus ceanothus
- Brevipalpus celtis
- Brevipalpus cercidium
- Brevipalpus chalkidicus
- Brevipalpus chamaedorea
- Brevipalpus chilensis
- Brevipalpus chucumayi
- Brevipalpus clypealis
- Brevipalpus cnidosculos
- Brevipalpus cochlospermi
- Brevipalpus coffeae
- Brevipalpus coldenia
- Brevipalpus colens
- Brevipalpus colpodes
- Brevipalpus columbiensis
- Brevipalpus combreti
- Brevipalpus conocarpi
- Brevipalpus cordiae
- Brevipalpus cortesi
- Brevipalpus crataegus
- Brevipalpus creber
- Brevipalpus cromroyi
- Brevipalpus crotonellae
- Brevipalpus crotoni
- Brevipalpus cucurbitae
- Brevipalpus cuneatus
- Brevipalpus daqingis
- Brevipalpus delus
- Brevipalpus dentatae
- Brevipalpus desmodium
- Brevipalpus dilaccus
- Brevipalpus dipholisi
- Brevipalpus disparis
- Brevipalpus docimas
- Brevipalpus dosis
- Brevipalpus edax
- Brevipalpus edurensis
- Brevipalpus edwinae
- Brevipalpus ehsanii
- Brevipalpus emarginatae
- Brevipalpus encelia
- Brevipalpus encinarius
- Brevipalpus ennsi
- Brevipalpus erectus
- Brevipalpus ericae
- Brevipalpus essigi
- Brevipalpus euphorbiae
- Brevipalpus ewpristori
- Brevipalpus favus
- Brevipalpus fenghuangis
- Brevipalpus filifer
- Brevipalpus filifolia
- Brevipalpus fleschneri
- Brevipalpus floridianus
- Brevipalpus formosus
- Brevipalpus frankenia
- Brevipalpus fraxini
- Brevipalpus galliprodiens
- Brevipalpus garmani
- Brevipalpus gauhatiensis
- Brevipalpus geranium
- Brevipalpus gliricidiae
- Brevipalpus glomeratus
- Brevipalpus glymma
- Brevipalpus gortiniensis
- Brevipalpus grandis
- Brevipalpus grewiae
- Brevipalpus guihuanis
- Brevipalpus hafizii
- Brevipalpus hainanensis
- Brevipalpus hamelrectae
- Brevipalpus hamzaii
- Brevipalpus hashmii
- Brevipalpus hellenicus
- Brevipalpus hernandiae
- Brevipalpus homalus
- Brevipalpus hondurani
- Brevipalpus huananis
- Brevipalpus hybus
- Brevipalpus hypti
- Brevipalpus incarnatae
- Brevipalpus inermis
- Brevipalpus insinuatus
- Brevipalpus ipomoeae
- Brevipalpus iraquiensis
- Brevipalpus jambhiri
- Brevipalpus janeae
- Brevipalpus johnstoni
- Brevipalpus jordani
- Brevipalpus juncus
- Brevipalpus junicus
- Brevipalpus juniperus
- Brevipalpus karackiensis
- Brevipalpus kasuriensis
- Brevipalpus keiferi
- Brevipalpus khalidae
- Brevipalpus lagasceae
- Brevipalpus lantanae
- Brevipalpus lepidium
- Brevipalpus levis
- Brevipalpus lewisi
- Brevipalpus lilium
- Brevipalpus linki
- Brevipalpus lippiae
- Brevipalpus lochmius
- Brevipalpus longisetosus
- Brevipalpus lotus
- Brevipalpus lupinus
- Brevipalpus lyallpuriensis
- Brevipalpus lysilomae
- Brevipalpus macedonicus
- Brevipalpus mallorquensis
- Brevipalpus mcgregori
- Brevipalpus melichrus
- Brevipalpus mexicanus
- Brevipalpus mingoraensis
- Brevipalpus mitrofanovi
- Brevipalpus moreliensis
- Brevipalpus mori
- Brevipalpus mumai
- Brevipalpus nangalensis
- Brevipalpus nannus
- Brevipalpus neoardisiae
- Brevipalpus neobicolpus
- Brevipalpus neohyptis
- Brevipalpus neoreligiosae
- Brevipalpus nocivus
- Brevipalpus nodiflorae
- Brevipalpus oaxacensis
- Brevipalpus obovatus
- Brevipalpus obovoides
- Brevipalpus ochaliensis
- Brevipalpus ochoai
- Brevipalpus ocoteae
- Brevipalpus ogcotus
- Brevipalpus ogmellus
- Brevipalpus ogmus
- Brevipalpus oleae
- Brevipalpus olearius
- Brevipalpus oleasteri
- Brevipalpus olivicola
- Brevipalpus oncidii
- Brevipalpus oreopanacis
- Brevipalpus ornantis
- Brevipalpus ornatus
- Brevipalpus orobos
- Brevipalpus ortizi
- Brevipalpus pachucensis
- Brevipalpus parthenium
- Brevipalpus patulus
- Brevipalpus perseae
- Brevipalpus persicanus
- Brevipalpus phoenicis
- Brevipalpus physali
- Brevipalpus pini
- Brevipalpus piniceltis
- Brevipalpus pinicola
- Brevipalpus piniwaltheriae
- Brevipalpus plexus
- Brevipalpus pluchea
- Brevipalpus pocillator
- Brevipalpus porca
- Brevipalpus portalis
- Brevipalpus portheo
- Brevipalpus potentillae
- Brevipalpus pritchardi
- Brevipalpus proboscidius
- Brevipalpus psephoides
- Brevipalpus pseudoleptoides
- Brevipalpus pseudolilium
- Brevipalpus pseudophoenicis
- Brevipalpus pseudopini
- Brevipalpus pseudopinicolus
- Brevipalpus pseudostriatus
- Brevipalpus psilostropheae
- Brevipalpus psychotriae
- Brevipalpus punicans
- Brevipalpus pycnanthemi
- Brevipalpus qianniunis
- Brevipalpus quercicolus
- Brevipalpus querensis
- Brevipalpus rapii
- Brevipalpus recki
- Brevipalpus recula
- Brevipalpus religiosae
- Brevipalpus rhanis
- Brevipalpus rica
- Brevipalpus rostratus
- Brevipalpus rotai
- Brevipalpus rubus
- Brevipalpus ruelliae
- Brevipalpus rugosus
- Brevipalpus rugulosus
- Brevipalpus russulus
- Brevipalpus sahii
- Brevipalpus salasi
- Brevipalpus salicis
- Brevipalpus salignae
- Brevipalpus salix
- Brevipalpus salpizo
- Brevipalpus salviae
- Brevipalpus salviella
- Brevipalpus sayedi
- Brevipalpus selas
- Brevipalpus serratus
- Brevipalpus shafii
- Brevipalpus sida
- Brevipalpus similis
- Brevipalpus simlensis
- Brevipalpus sipho
- Brevipalpus solidus
- Brevipalpus spaticus
- Brevipalpus spatulatus
- Brevipalpus spitzeri
- Brevipalpus spurcus
- Brevipalpus stenolobae
- Brevipalpus stipae
- Brevipalpus striatus
- Brevipalpus styxus
- Brevipalpus tagetinae
- Brevipalpus tarus
- Brevipalpus tepicbutilonae
- Brevipalpus tepicensis
- Brevipalpus testudinalis
- Brevipalpus theae
- Brevipalpus thelycraniae
- Brevipalpus tiliae
- Brevipalpus tinsukiaensis
- Brevipalpus tiwanensis
- Brevipalpus trinidadensis
- Brevipalpus tuberellus
- Brevipalpus turrialbensis
- Brevipalpus utriculus
- Brevipalpus variolatus
- Brevipalpus ventus
- Brevipalpus venutus
- Brevipalpus verbenae
- Brevipalpus viguiera
- Brevipalpus xystus
- Brevipalpus zempoalensis
- Brevipalpus zhenzhumeis
- Brevipalpus ziaii
- Brevipalpus zinniae